# 瘤药树科
瘤药树科又名瘤药花科，只有1属2种，全部分布在非洲西部热带地区。
本科植物为灌木或藤本；单叶互生，无托叶；花小，花瓣5，花药隔突出呈瘤状；果实为浆果，有许多小种子。
1981年的克朗奎斯特分类法将其列在山柑科，1998年根据基因亲缘关系分类的APG 分类法认为应该单独分出一个科，仍然放在十字花目中，2003年经过修订的APG II 分类法维持原分类。